# Dubki (Dagestan)
Dubki (russisch Дубки́) ist eine Siedlung städtischen Typs in der Republik Dagestan in Russland mit 5202 Einwohnern (Stand 14. Oktober 2010).

## Geographie

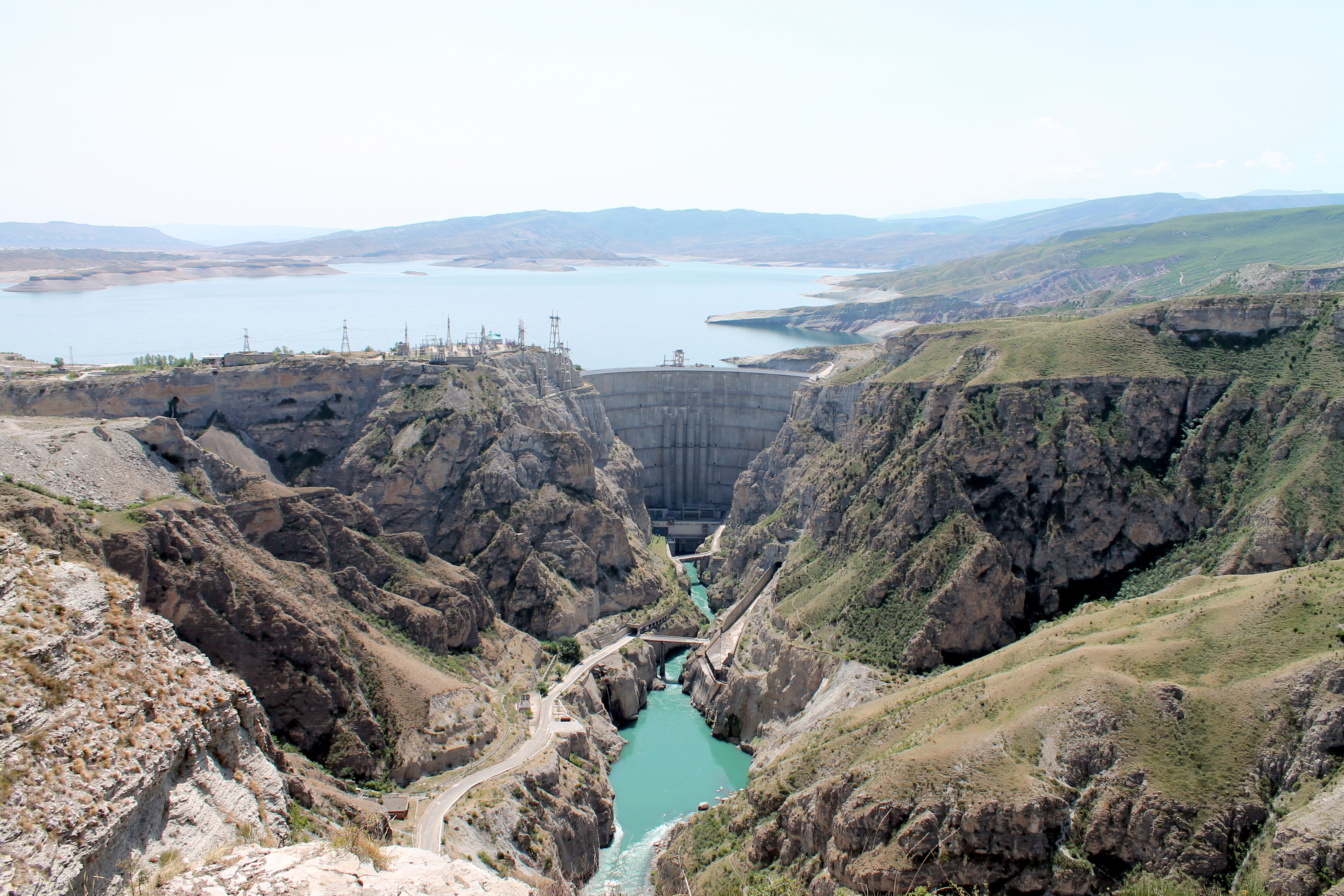
Blick zur Tschirkei-Talsperre aus Richtung Dubki

Der Ort liegt gut 50 km Luftlinie westlich der Republikhauptstadt Machatschkala im östlichen Teil des Großen Kaukasus. Er befindet sich am rechten (östlichen) Rand des dort fast 700 Meter tiefen Canyons des Flusses Sulak, knapp 6 km nördlich der Staumauer der Tschirkei-Talsperre.
Dubki gehört zum Rajon Kasbekowski und liegt etwa 15 km ostsüdöstlich von dessen Verwaltungszentrum Dylym. Es ist Sitz und einzige Ortschaft der Stadtgemeinde (gorodskoje posselenije) Possjolok Dubki. Über drei Viertel der Einwohner des Ortes sind Awaren.

## Geschichte
Der Ort entstand ab 1972 als zweite Wohnsiedlung für die Erbauer der Tschirkei-Talsperre, nachdem sich die baldige Überflutung der zunächst oberhalb der Staumauer provisorisch errichteten Siedlung Druschba abgezeichnet hatte. 1974 erhielt Dubki den Status einer Siedlung städtischen Typs.

### Bevölkerungsentwicklung
| Jahr | Einwohner |
| ---- | --------- |
| 1979 | 7179      |
| 1989 | 6524      |
| 2002 | 5208      |
| 2010 | 5202      |

Anmerkung: Volkszählungsdaten

## Verkehr
Dubki liegt an der Regionalstraße 82K-034, die gut 10 km nördlich sowie 15 km südöstlich beim Dorf Tschirkei an die 82K-004 Buinaksk – Kisiljurt anschließt. Bei der gut 20 km nördlich am Gebirgsrand gelegenen Stadt Kisiljurt verläuft die föderale Fernstraße R217 Kawkas; dort befindet sich auch die nächstgelegene Bahnstation an der Strecke Rostow am Don – Machatschkala – Baku.